# Боднар Володимир Євгенович
Володи́мир Євге́нович Бо́днар (20 березня 1915, Никловичі — 8 квітня 2002, Пармі) — український письменник-мемуарист, журналіст, співак.

## З біографії
Народився 20 березня 1915 р. у с. Никловичі Мостиського повіту в Галичині. Навчався у вищій торговельній школі у Львові, продовжив студії у Віденському університеті, здобув ступінь доктора з економії (1947). Навчався співу у Відні, був солістом українського хору «Ватра», виступав із концертами в Австрії, Німеччині, Швейцарії. У 1949 році емігрував до США, поселився у Клівленді, працював банковим урядовцем, кореспондентом газет «Свобода», «Америка». Помер 8 квітня 2002 року у місті Пармі (США).

## Творчість
Автор двотомника спогадів «З моїх життєвих доріг» (1999, 2001).